# Justin McCarthy (hockey sur glace)
Pour les articles homonymes, voir Justin MacCarthy (homonymie).
Justin McCarthy (né le 25 janvier 1899 à Charlestown (Boston) et mort le 8 avril 1976) est un hockeyeur sur glace américain. Lors des Jeux olympiques d'hiver de 1924 disputés à Chamonix, il remporte la médaille d'argent.

## Palmarès
- Médaille d'argent aux Jeux olympiques de Chamonix en 1924